# سيد مالكوم
سيد مالكوم (بالإنجليزية: Syd Malcolm)‏ هو لاعب اتحاد الرغبي أسترالي، ولد في 10 ديسمبر 1902 في Merewether, New South Wales ‏ في أستراليا، وتوفي في 23 يوليو 1987.